# Craugastor epochthidius
Craugastor epochthidius is een kikker uit de familie Craugastoridae.De soort werd voor het eerst wetenschappelijk beschreven door James Randall McCranie en Larry David Wilson in 1997. Oorspronkelijk werd de wetenschappelijke naam Eleutherodactylus epochthidius gebruikt.
De soort is endemisch in Honduras. Craugastor epochthidius wordt bedreigd door het verlies van habitat.